# レジストジェット・ロケット
レジストジェット (英語: Resistojet rocket) は、(通常は不活性の)液体を加熱して推力を生みだす宇宙機の推進方法で、電気推進の一種である。一般的にはフィラメントで構成される抵抗器に電流を供給して気化膨張したガスを通常のノズルから噴射するもので、原理としてはサーマル式インクジェットプリンターのインク吐出と同じである。
レジストジェットは軍事衛星には1965年の核実験監視衛星ヴェラ以降使用されてきたが、商用衛星では1980年に打ち上げられたインテルサット5号で初めて採用された。その後、エアロジェット社のMR-501/MR-502シリーズがイリジウム衛星95機を含む多数の衛星に採用されている。現在では、レジストジェットは低軌道衛星の軌道投入や姿勢制御、衛星の軌道離脱に使用されており、高い推力重量比が必要で、適切な推進効率が得られるならば低推力を許容できる用途に向いている。
比推力は投入される電気エネルギーの量や推進剤にもよるが、概ね200秒未満である。